# Centre National de Radio et de Télévision Congolais
Centre National de Radio et de Télévision Congolais, nota anche con l'acronimo CNRTC, è l'ente radiotelevisivo pubblico della Repubblica del Congo. Trasmette dalla capitale Brazzaville in francese, kituba e lingala.

## Storia
La televisione fu introdotta nella Repubblica del Congo con Télé Congo il 28 novembre 1962 come primo canale televisivo dell'Africa subsahariana.
Negli anni che seguirono la rete perse poco a poco il monopolio nel Paese, dovendo affrontare la progressiva crescita di una doppia concorrenza, data dai canali privati nazionali contemporaneamente a quelli di Kinshasa, Repubblica Democratica del Congo. Nel 1997 si aggiunse Africable, canale panafricano domiciliato a Bamako.
A dicembre 2008 CNRTV si installò nei nuovi locali situati a Nkombo, sobborgo di Brazzaville.
Dal 2010 l'unico canale televisivo dell'azienda è disponibile in tutta l'Africa occidentale via satellite e anche in Francia tramite vari operatori del Bouquet Africain come Alice, Bbox, Freebox TV, Orange TV e Neufbox TV.

## Organizzazione
Télé Congo è un canale pubblico detenuto al 100% dal Centre National de Radio et de Télévision Congolais, società pubblica di radiodiffusione e di televisione dello Stato congolese. Il suo budget annuale è di 135 milioni di franchi CFA.

## Programmi
Télé Congo offre programmi d'informazione con telegiornali in francese, lingala e kituba, programmi di politica, letteratura, divertimento, sport, musica, cinema, fiction, reportage e programmi destinati ai giovani.
Essendo il CNRTC partner di Canal France International, alcuni programmi di Télé Congo provengono dal suo archivio, soprattutto sport, fiction e magazine.

## Servizi

### Televisione
| Nome       | Sede        | Тipo        | Lancio | Lingua                     |
| ---------- | ----------- | ----------- | ------ | -------------------------- |
| Télé Congo | Brazzaville | generalista | 1962   | francese, kituba e lingala |

### Radio
| Nome        | Sede        | Тipo        | Lancio | Lingua                     |
| ----------- | ----------- | ----------- | ------ | -------------------------- |
| Radio Congo | Brazzaville | generalista | 1962   | francese, kituba e lingala |

## Ricezione

### Terrestre
La radio di Centre National de Radio et de Télévision Congolais trasmette in AM e in FM; la televisione trasmette in standard DVB-T HD.

### Satellite[10]
| Satellite          | Amos 17                 | Hotbird 13G             | SES 5                   | SES 5                   | Eutelsat 8 West B       | Eutelsat 8 West B       | SES 4                   | Galaxy 19               |
| Posizione orbitale | 17.0° E                 | 13.0° E                 | 5.0° E                  | 5.0° E                  | 8.0° W                  | 8.0° W                  | 22.0° W                 | 97.0° W                 |
| Canali             | Télé Congo, Radio Congo | Télé Congo, Radio Congo | Télé Congo, Radio Congo | Télé Congo, Radio Congo | Télé Congo, Radio Congo | Télé Congo, Radio Congo | Télé Congo, Radio Congo | Télé Congo, Radio Congo |
| Frequenza          | 12035 H                 | 12149 V                 | 11766 H                 | 12015 V                 | 3826 R                  | 3977 R                  | 11551 V                 | 12053 V                 |
| SR                 | 3432                    | 27500                   | 27500                   | 29950                   | 13830                   | 3410                    | 45000                   | 22000                   |
| FEC                |                         | 3/4                     | 3/4                     | 3/4                     | 4/5                     | 2/3                     | 3/4                     | 3/4                     |
| Modulazione        | QPSK                    |                         | QPSK                    |                         | QPSK                    | 8PSK                    | QPSK                    |                         |

### Streaming
Centre National de Radio et de Télévision Congolais in streaming